# 3 Pułk Piechoty (austro-węgierski)

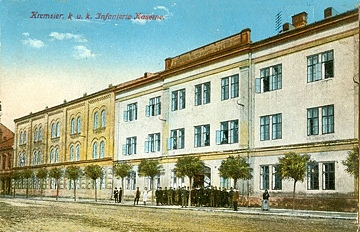
Koszary pułkowe w Kromieryżu

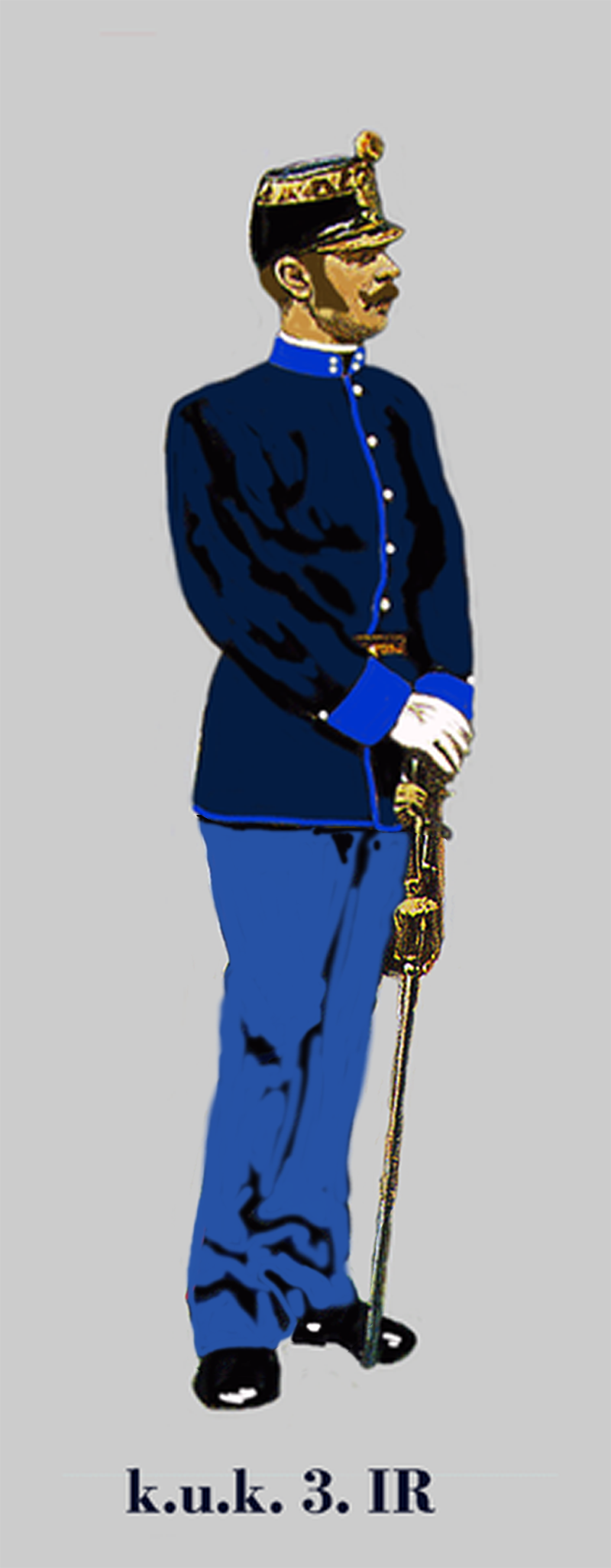
Porucznik Pułku Piechoty Nr 3 w mundurze paradnym

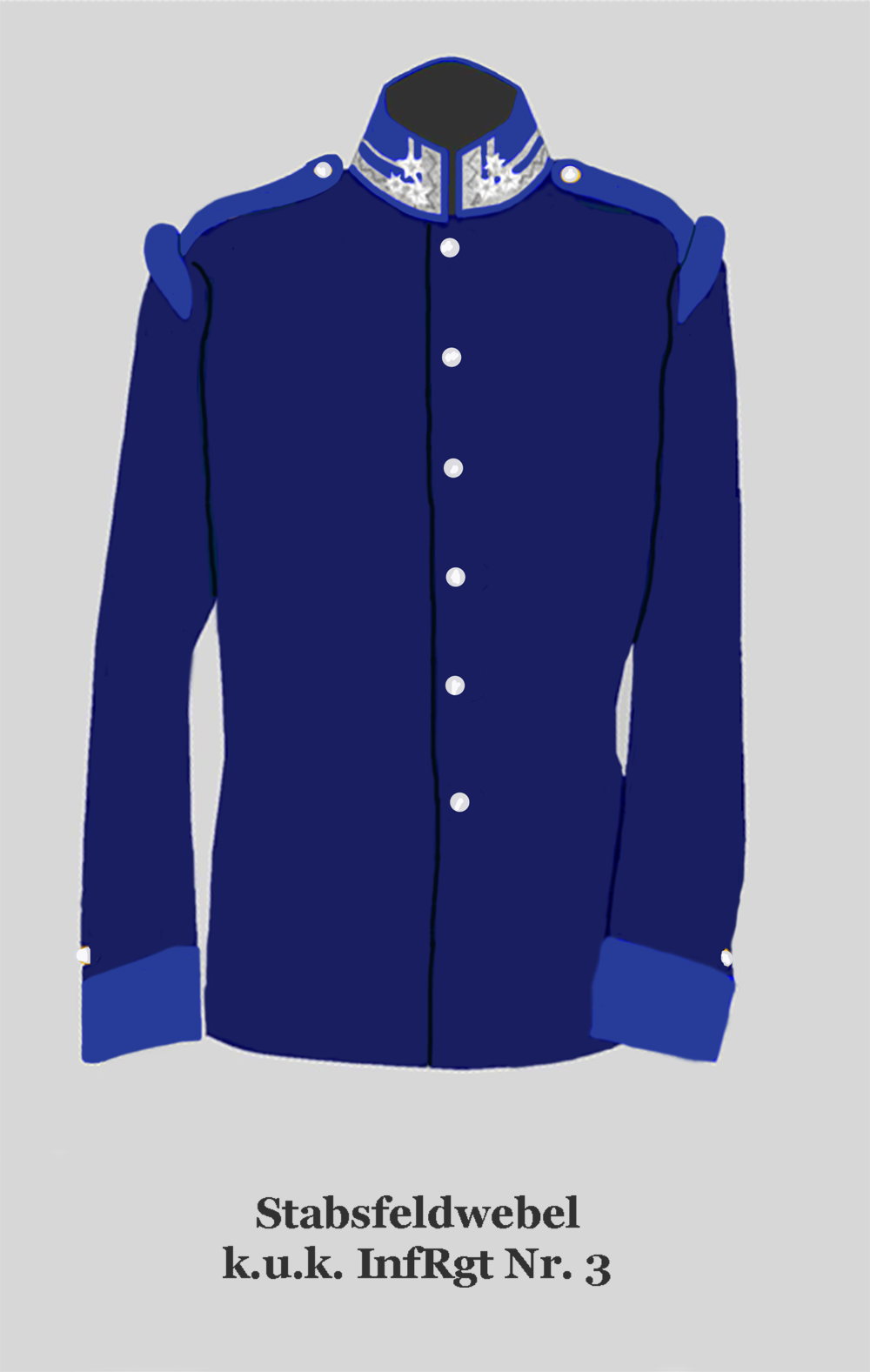
Kurtka mundurowa feldfebla Pułku Piechoty Nr 3

Morawski Pułk Piechoty Nr 3 (IR. 3) – pułk piechoty cesarskiej i królewskiej Armii.

## Historia pułku
Okręg uzupełnień – Kromieryż (niem. Kremsier).
Pułk kontynuował tradycje pułku utworzonego w 1715 roku. W latach 1805–1869 3 Pułk Piechoty Cesarstwa Austriackiego. 
W latach 1780–1918 szefem pułku był arcyksiążę, generalissimus i marszałek polny Karol Ludwik Habsburg.
Pułk obchodził swoje święto 22 maja, w rocznicę bitwy pod Aspern, stoczonej w 1809 roku.
Kolory pułkowe jasnoniebieski (himmelblau), guziki srebrne. 
Skład narodowościowy w 1914 roku 83% – Czesi.
W 1870 roku komenda pułku znajdowała się w Pradze, natomiast Komenda Rezerwowa i Stacja Okręgu Uzupełnień (niem. Reserve-Commando und Ergänzungs-Bezirks-Station) w Kromieryżu (niem. Kremsier in Mähren). Pułk wchodził w skład 1 Brygady IX Dywizji. 
W 1871 roku komenda pułku została przeniesiona do Ołomuńca (niem. Olmütz). 
W 1877 roku Komenda Rezerwowa i Stacja Okręgu Uzupełnień zostały przeformowane w Komendę Rezerwową i Okręgu Uzupełnień (niem. Reserve- und Ergänzungs-Bezirks-Commando). W 1882 roku komenda pułku została przeniesiona z Ołomuńca do Mostaru. W tym samym roku Komenda Rezerwowa i Okręgu Uzupełnień została przemianowana na Komendę Okręgu Uzupełnień (niem. Ergänzungs-Bezirks-Commando). W 1885 roku komenda pułku została przeniesiona do koszar w byłym klasztorze Louka (niem. Klosterbruck). 
W 1889 roku w Klosterbruck stacjonowała komenda pułku oraz 1., 2. i 3. batalion, natomiast 4. batalion znajdował się w Kromieryżu. Pułk wchodził w skład 7 Brygady Piechoty należącej do 4 Dywizji Piechoty. 
W 1893 roku komenda pułku razem z 1., 2. i 3. batalionem została przeniesiona do Wiednia i włączona w skład 49 Brygady Piechoty w Wiedniu należącej do 25 Dywizji Piechoty, natomiast 4. batalion pozostał w Kromieryżu, w składzie 7 Brygady Piechoty w Znojmie. 
W 1896 roku komenda pułku oraz 1., 3. i 4. bataliony zostały przeniesione do Brna (niem. Brünn). W Kromieryżu stacjonował 2. batalion. Cały pułk został włączony w skład 8 Brygady Piechoty w Brnie należącej do 4 Dywizji Piechoty. W 1899 roku 3. batalion został skierowany z Brna do Kromieryża, a 2. batalion z Kromieryża do Brna. Zamiana miejsca stacjonowania 2. i 3. batalionów nie wpłynęła na zmianę podporządkowania pułku. Nadal wchodził on w skład 8 Brygady Piechoty.
W 1904 roku pułk (bez 4. batalionu) został przeniesiony do Mostaru i podporządkowany komendantowi 1 Brygady Górskiej w Mostarze należącej do 18 Dywizji Piechoty, natomiast 4. batalion został skierowany do Kromieryża i pozostał w składzie 8 Brygady Piechoty. 
W 1906 roku komenda pułku razem z 2. i 3. batalionem została przeniesiona do Cieszyna (niem. Teschen), a 1. batalion do Ołomłuńca. 4. batalion nadal stacjonował w Kromieryżu. Pułk (bez 4. batalionu) został podporządkowany komendantowi 9 Brygady Piechoty należącej do 5 Dywizji Piechoty, natomiast 4. batalion pozostawał nadal w składzie 8 Brygady Piechoty.
W 1912 roku 1. batalion został przeniesiony z Ołomuńca do Doboju, jako batalion detaszowany i podporządkowany komendantowi 12 Brygady Górskiej należącej do 48 Dywizji Piechoty. Pułk w składzie dwóch batalionów (2. i 3.) wszedł w skład 23 Brygady Piechoty należącej do 12 Dywizji Piechoty, natomiast 4. batalion w dalszym ciągu był oddziałem 8 Brygady Piechoty. Dyslokacja i podporządkowanie pułku oraz wchodzących w jego skład pododdziałów nie uległo zmianie do wybuchu I wojny światowej.
W 1914 roku pułk w składzie dwóch batalionów (2. i 3.) walczył w składzie macierzystej 12 Dywizji Piechoty należącej do 6 Armii. 1. batalion w składzie 48 Dywizji Piechoty walczył na froncie bałkańskim, natomiast 4. batalion w składzie 4 Dywizji Piechoty należącej do 4 Armii.

## Żołnierze
Komendanci pułku
- płk Ludwig Karl (1869[21] – 1874 → Komenda Placu w Budapeszcie[22])
- płk Sigmund Pollatschek von Nordwall (1874[23] – 1876 → komendant 66 Brygady Piechoty[24])
- płk Hugo von Henriquez (1876[25] – 1881 → komendant 47 Brygady Piechoty[26])
- płk Gustav Löw (1881[27] – 1882)
- płk Hans Daniel Matthias von der Schulenburg (1882[6] – 1885 → komendant 70 Brygady Piechoty[28])
- Johann Nepomuk Tobias Reyl-Hanisch von Greiffenthal (1885[7] – 1887 → stan spoczynku)
- płk Anton Gebauer von Fülnegg (1887 – 1892 → komendant 3 Brygady Górskiej[29])
- płk Ambros von Mras (1892[30] – 1896 → komendant Brygady Piechoty Onrony Krajowej Praga[31])
- płk Hermann Pallas (1897 – 1898 → stan spoczynku)
- płk Albert Küffer von Asmannsvilla (1898 – 1899)
- płk Karl Rudzinski von Rudno (1899[11] – 1905 → komendant 9 Brygady Piechoty[32])
- płk Johann Ritter Eisler von Eisenhort (1905[33] – 1909 → komendant 11 Brygady Piechoty[34])
- płk Josef Schön (1909[16] – 1913 → komendant 57 Brygady Piechoty[35])
- płk Heinrich Freiher von Testa (1913[1] – 1914)

Oficerowie
- por. Gustav Zieritz (1894–1900)
- ppor. Alfred von Englisch-Popparich
- ppor. rez. Jan Byra